# Dilldapp
Dilldapp ist eine vor allem im hessischen und oberfränkischen Raum und im Hunsrück verbreitete Bezeichnung für eine trottelige Person. Die genaue Herkunft des Wortes ist ungeklärt. Die deutschen Sprachforscher Jakob und Wilhelm Grimm sowie Matthias von Lexer leiten den Namen von den mittelhochdeutschen Begriffen dieletâpe, titltapp und tilltappe ab und verweisen auf die Verwandtschaft zu Begriffen wie Dilpetatsch (Lothringen), Delbentritsch (Schwaben) und Elwetritsch (Pfalz). Matthias Kringe zeigt schlüssig mit den Ableitungen von Dilldappe über d'Illdapp (Baden), Dilpedatsch, Delbentritsch zu Elbentritsch die Bedeutung des Dilldappen als "elbisches/elfisches" Wesen. Die mundartliche Ableitung Dapp(es) von Depp oder Taps  und Dill von Till scheinen ebenso möglich wie eine geographische vom Fluss Dill oder gleichnamigen Dörfern. (Dilldapp = der Depp von der/aus Dill).  Mit dieser Eigenschaft ist der Dilldapp Hauptfigur verschiedener Märchen und Erzählungen (unter anderem Clemens Brentano), vergleichbar mit Hans im Glück.

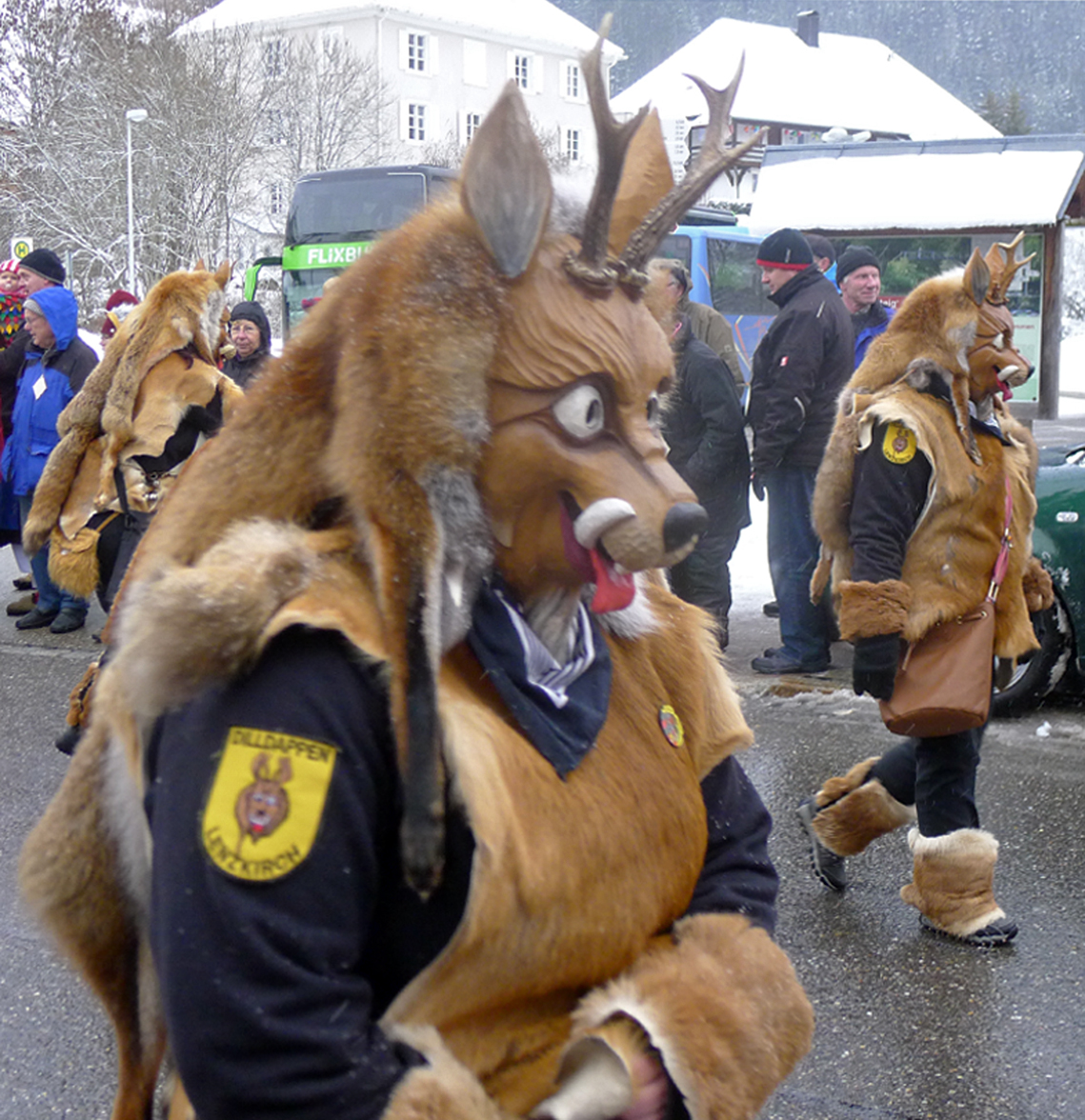
Dilldapp – Fastnachtsfigur in Lenzkirch

Dilldapp ist auch die Bezeichnung für ein jagdliches Fabelwesen, einer Kreuzung aus Iltis oder Hamster, Kaninchen und Reh, ähnlich dem Wolpertinger. Als solches hat der Dilldapp auch Eingang in die schwäbisch-alemannische Fasnet gefunden. Es gibt einige Narrenzünfte, die sich als Dilldappen verkleiden, so zum Beispiel in Todtnau-Brandenberg, Lenzkirch und Herten am Hochrhein.
Eine andere Bezeichnung für das Fabelwesen, die besonders im mittelhessischen Raum gebräuchlich ist, lautet Tilltappe.
Man unterscheidet zwischen Bergtilltappe, Wüstentilltappe, Stadttilltappe und Meerestilltappe.

## Siegerländer Dilldappen
Dilldappen bewohnen der Sage nach den Hauberg im Siegerland. Sie werden als äußerst scheu beschrieben und ernähren sich hauptsächlich von Kartoffeln (Duffeln), die sie den Bauern vom Feld klauen. Seit 1982 veröffentlicht der Siegerländer Autor Matthias Kringe jedes Jahr einen Dilldappen-Kalender mit Comics in Siegerländer Platt, seit 2008 auch zweisprachige Kalender auf Platt und Hochdeutsch. Die Comicfigur Dilldappe sieht aus wie ein aufrecht gehender Nashornhamster mit Irokesenhaarschnitt, einem weißen Horn und braunem Fell. Sie hat den (ausgedachten) lateinischen Namen cricetus unicornis riivecoochis. Die Körpergröße beträgt 30–40, bei kapitalen männlichen Exemplaren ("Glonk" genannt) sogar bis zu 50 Zentimeter. Das Gewicht des Dilldappen beläuft sich auf etwa 3–4 kg. Dilldappen haben eine Raspelzunge, mit der sie Kartoffeln raspeln können. Zudem können sie im Falle einer Bedrohung mit ihrer Zunge den "Siegerländer Zungenschlag" durchführen, bei dem sie ihre Zunge aus dem Mund gegen den Angreifer schießen lassen. Das Dilldappenweibchen legt ein- bis zweimal im Leben Eier. Dies reicht jedoch für das Gewährleisten einer gleichbleibenden Population völlig aus. Dilldappen sollen eine hohe Lebenserwartung haben und weit über 100 Jahre alt werden. In der Region haben die Dilldappen Kultstatus erreicht, sie werden oftmals für Werbezwecke eingesetzt. Inzwischen gibt es auch Fan-Clubs. Zudem wird das Wort Dilldapp in vielen Teilen des Siegerlandes auch als Bezeichnung für Einwohner des benachbarten hessischen Dillenburgs genutzt und umschreibt einen tollpatschigen, jedoch liebenswerten Menschen. Viele Dillenburger arbeiteten in 1960er- bis 80er-Jahren in der florierenden Stahlindustrie des Siegerlandes.
In Netphen-Hainchen sowie dem nahen Irmgarteichen gibt es seit 2006 einen Dilldappen-Wanderweg mit Schautafeln und Figuren an 10 Standorten. Die Figuren wurden vom Kettensägenkünstler Michael Kolb aus Freudenberg–Bühl gestaltet.